# Hieracium mixtum
Hieracium mixtum es una especie de planta con flor del género Hieracium, de la familia Asteraceae, orden Asterales.

## Distribución
Hieracium mixtum se distribuye por Francia, España y Alemania.

## Taxonomía
Fue descrita científicamente por Lapeyr. ex Froel.